# Distretto di Kurtalan
Il distretto di Kurtalan (in turco Kurtalan ilçesi) è uno dei distretti della provincia di Siirt, in Turchia.